# Federico Bikoro
Frederico Bikoro (Douala, 1996. március 17. –) egyenlítői-guineai válogatott labdarúgó, a norvég Sandefjord középpályása.

## Pályafutása

### Klubcsapatokban
Bikoro a kameruni Douala városában született.
2017-ben mutatkozott be a spanyol Alcalá felnőtt keretében. 2017 és 2022 között több klubnál is szerepelt, játszott például a SS Reyes, a Lorca, a Teruel, a Real Zaragoza, a Badajoz, a Numancia, a Badalona és a Hércules csapatát erősítette. 2022. augusztus 8-án 2½ éves szerződést kötött a norvég első osztályban szereplő Sandefjord együttesével. Először a 2022. augusztus 12-ei, Rosenborg ellen 5–2-re megnyert mérkőzés 80. percében, Fredrik Flo cseréjeként lépett pályára. Első gólját 2023. április 23-án, szintén a Rosenborg ellen idegenben 1–1-es döntetlennel zárult találkozón szerezte meg.

### A válogatottban
Bikoro 2015-ben debütált az egyenlítői-guineai válogatottban. Először a 2015. június 6-ai, Andorra ellen 1–0-ra megnyert mérkőzésen lépett pályára. Első válogatott gólját 2017. október 9-én, Mauritius ellen 3–1-es győzelemmel zárult barátságos mérkőzésen szerezte meg.

## Statisztikák
2023. április 23. szerint
| Klub       | Szezon   | Osztály     | Bajnokság | Bajnokság | Kupa  | Kupa | Nemzetközi | Nemzetközi | Összesen | Összesen |
| Klub       | Szezon   | Osztály     | Meccs     | Gól       | Meccs | Gól  | Meccs      | Gól        | Meccs    | Gól      |
| ---------- | -------- | ----------- | --------- | --------- | ----- | ---- | ---------- | ---------- | -------- | -------- |
| Sandefjord | 2022     | Eliteserien | 11        | 0         | 0     | 0    | —          | —          | 11       | 0        |
| Sandefjord | 2023     | Eliteserien | 3         | 1         | 0     | 0    | —          | —          | 3        | 1        |
| Összesen   | Összesen | Összesen    | 14        | 1         | 0     | 0    | 0          | 0          | 14       | 1        |

### A válogatottban
| Válogatott        | Év       | Pályára lépés | Gól |
| ----------------- | -------- | ------------- | --- |
| Egyenlítői-Guinea | 2015     | 5             | 0   |
| Egyenlítői-Guinea | 2016     | 5             | 0   |
| Egyenlítői-Guinea | 2017     | 1             | 1   |
| Egyenlítői-Guinea | 2018     | 3             | 0   |
| Egyenlítői-Guinea | 2019     | 5             | 0   |
| Egyenlítői-Guinea | 2020     | 2             | 0   |
| Egyenlítői-Guinea | 2021     | 8             | 1   |
| Egyenlítői-Guinea | 2022     | 8             | 3   |
| Egyenlítői-Guinea | 2023     | 2             | 1   |
| Összesen          | Összesen | 39            | 6   |